# Ajedrez cuatro estaciones

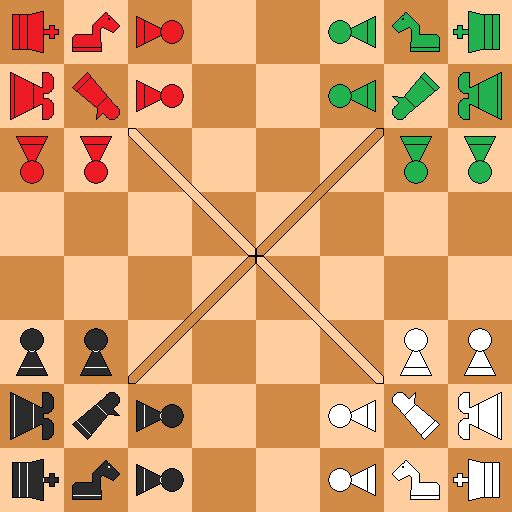
Diagrama del Ajedrez de los cuatro tiempos.

El ajedrez de los cuatro tiempos o ajedrez cuatro estaciones (acedrex de los quatros tiempos) es una variante del ajedrez descrita en el Libro de los juegos de Alfonso X.
El juego es un enfrentamiento entre cuatro jugadores, representando cada uno una estación, elemento y humor. El verde representa la primavera, el aire y la sangre. El rojo representa el verano, el fuego y la bilis amarilla. El negro representa el otoño, la tierra, y la bilis negra. El blanco representa el invierno, el agua y la flema.

## Tablero y posición inicial
El tablero es de 8x8 y tiene dos líneas diagonales que cruzan el área central de 4x4. No se sabe si esas líneas influencian el juego. Una opción es ignorarlas y otra es tenerla como límites que las propias piezas no deben cruzar.
Las piezas van en las cuatro esquinas. En sentido horario, el orden es: piezas rojas, piezas verdes, piezas blancas y piezas negras.
En el casillero de cada esquina va el rey de cada jugador. El caballo está adyacente al rey, y con respecto a este apunta a las piezas blancas en el caso de las negras y viceversa, y lo mismo para las rojas y verdes. La torre está adyacente al rey, y con respecto a los propios, las torres roja y negra se apuntan entre sí, y lo mismo para las torres verde y blanca. Los alfiles están en el casillero diagonal próximo al rey de cada jugador, y hay cuatro peones para cada uno rodeando sus esquinas.

## Movimientos y reglas
El rey, la torre, el caballo y el peón se mueven como en el ajedrez normal, pero el peón no tiene doble movimiento inicial. El alfil salta un casillero en diagonal, como el elefante. Los peones se mueven adelante con respecto a su grupo de fichas, es decir que cada jugador tendrá dos pares de peones yendo en direcciones perpendiculares. Cuando un peón alcanza la última casilla, promueve a general, el cual se mueve una casilla en diagonal, como una alferza.
El jugador con piezas verdes mueve primero, en dirección antihoraria. Cuando se hace jaque mate a un rey o se lo ahoga, el jugador de ese rey pierde. Cuando un jugador le hace jaque mate a otro, las piezas del vencido pasan al poder del vencedor y el rey vencido se retira del tablero. Un jugador cuyo rey es ahogado pierde y sus piezas se retiran del juego. El último jugador que queda gana el juego.

## Variante con dado
Se puede jugar usando un dado con seis caras. Se lanza el dado para saber qué pieza mover. El 6 permite mover el rey, el 5 un general, el 4 el caballo, el 3 la torre, el 2 el alfil y el 1 un peón. Cuando no es posible mover la pieza señalada por el dado, se pierde el turno. Usando dos dados, el jugador puede elegir entre los dos números.